# Tholária
Tholária är en ort i Grekland.   Den ligger i prefekturen Kykladerna och regionen Sydegeiska öarna, i den sydöstra delen av landet, 230 km sydost om huvudstaden Aten. Tholária ligger 198 meter över havet och antalet invånare är 138. Den ligger på ön Amorgos.
Terrängen runt Tholária är kuperad. Havet är nära Tholária norrut.  Närmaste större samhälle är Amorgos, 12,1 km sydväst om Tholária. 